# Optimus (robot)

Robot humanoide Tesla Optimus Gen-2

Optimus (anomenat així pel personatge de Transformers amb el mateix nom), també conegut com a Tesla Bot, és un humanoide robòtic de propòsit general que està desenvolupant Tesla, Inc.  Es va anunciar a l'esdeveniment del Dia de la Intel·ligència Artificial (IA) de la companyia el 19 d'agost de 2021 i es va mostrar un prototip el 2022. El CEO Elon Musk va declarar el 2022 que creu que Optimus "té el potencial de ser més important que el negoci de vehicles [de Tesla] amb el pas del temps". Les opinions dels mitjans i dels experts basades en vitrines corporatives s'han barrejat.

## Història
El 7 d'abril de 2022, es va presentar una exhibició del producte a les instal·lacions de fabricació de Tesla Giga Texas durant l'esdeveniment Cyber Rodeo. Musk va dir que esperava tenir la producció de robots a punt el 2023 i va afirmar que Optimus eventualment serà capaç de fer "tot el que els humans no vulguin fer".
El juny de 2022, Musk va anunciar el primer prototip que Tesla esperava presentar més tard el 2022 en el segon esdeveniment del Dia de l'IA i va declarar a Twitter que no s'assemblaria en res al model que es mostrava a l'esdeveniment Cyber Rodeo.
El setembre de 2022, es van mostrar prototips semifuncionals d'Optimus al segon AI Day de Tesla.  Un prototip podia caminar per l'escenari i una altra versió, més elegant, podia moure els braços.
El setembre de 2023, Tesla va publicar un vídeo d'Optimus que demostrava com podia realitzar noves activitats, com ara classificar blocs de colors per color, localitzar les seves extremitats a l'espai i tenir una major flexibilitat ja que podia mantenir una postura de ioga.

### Generació 2
El desembre de 2023, la pàgina X de Musk va publicar un vídeo titulat "Optimus" en què mostra Optimus Generation 2 caminant i mostrant noves funcions, com ara ballar i caçar un ou. L'Optimus Generation 2 presenta una figura més esvelta amb mans i moviments millorats. El maig de 2024, una actualització de Twitter va compartir Optimus fent diverses tasques en una fàbrica de Tesla.
Els crítics van assenyalar que els robots dels vídeos promocionals requerien l'ús de la teleoperació per dur a terme algunes de les tasques. Els competidors van produir els seus propis vídeos com a resposta destacant com els seus humanoides robòtics podrien completar tasques similars de manera autònoma.
El juny de 2024, Musk va afirmar que Optimus entraria en producció limitada el 2025, amb plans per a més de 1.000 per a ser utilitzats a les instal·lacions de Tesla i la possibilitat de producció per a altres empreses el 2026.
Optimus va aparèixer a l'esdeveniment "We, Robot" de Tesla l'octubre de 2024. Tot i que molts van elogiar les demostracions interactives, els crítics van tornar a assenyalar que els robots utilitzaven principalment la teleoperació per interactuar amb multituds; Tesla també va ser criticat per no ser transparent sobre això. Musk va dir que Optimus seria capaç de realitzar una àmplia gamma de tasques quotidianes dins i fora de la llar, i va estimar que el robot estaria disponible per a la compra al voltant de 30.000 dòlars EUA.

## Especificacions

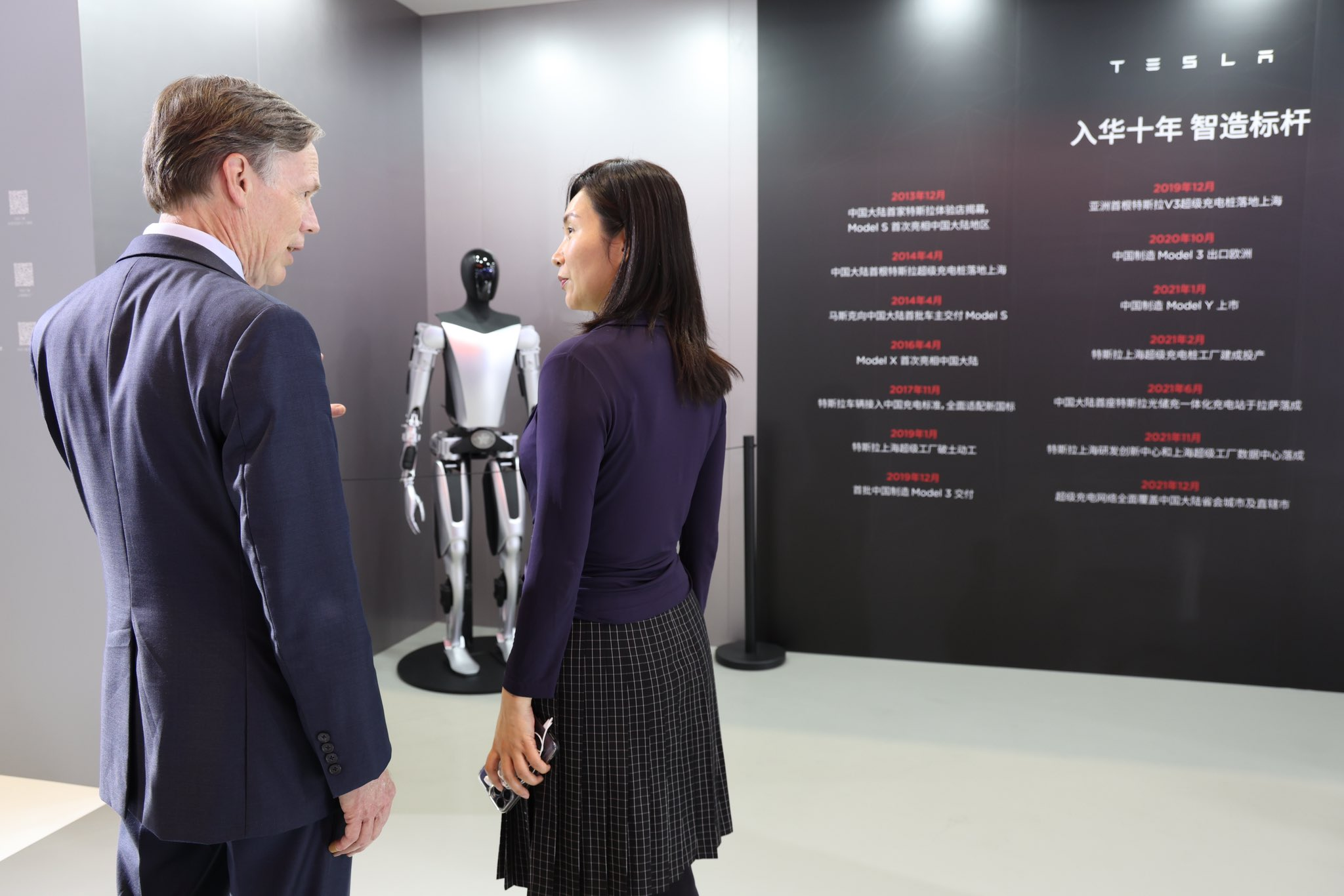
Dues persones davant d'una pantalla Optimus

Optimus està previst que mesura 5 peus 8 a (173 cm) d'alçada i 125 de pes. Segons la presentació realitzada durant l'esdeveniment del Dia de l'IA 2021, Optimus estarà "controlat pel mateix sistema d'IA que Tesla està desenvolupant per al sistema avançat d'assistència al conductor utilitzat en els seus cotxes" i tindrà una capacitat de càrrega de 45 lliures (20 kg). Les tasques proposades per a Optimus són les que són "perilloses, repetitives i avorrides", com ara oferir assistència a la fabricació.